# Marion Bayard Folsom

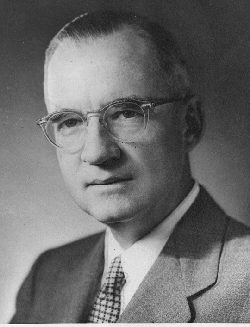
Marion B. Folsom

Marion Bayard Folsom (* 23. November 1893 in McRae, Telfair County, Georgia; † 27. September 1976) war ein US-amerikanischer Geschäftsmann und Politiker. Er gehörte dem Kabinett von Präsident Dwight D. Eisenhower als Gesundheits-, Bildungs- und Wohlfahrtsminister an.

## Berufliche Laufbahn
Folsom machte 1912 seinen Abschluss an der University of Georgia und graduierte 1914 an der Fakultät für Betriebswirtschaftslehre an der Harvard University. Während des Ersten Weltkriegs diente er in der US Army. Er kämpfte in Frankreich und brachte es bis zum Captain. Bereits 1914 hatte er für Eastman Kodak gearbeitet; nach seinem Abschied aus dem Militär kehrte er zu der Firma zurück, bei der er 1921 Assistent des Präsidenten wurde. In den folgenden Jahren stieg er innerhalb des Konzerns auf, bis er 1935 den Posten des Finanzvorstands (Treasurer) übernahm, den er bis 1953 bekleidete.

## Öffentliche Ämter
Bereits zu dieser Zeit war er ein entschiedener Fürsprecher eines bundesweiten Systems der sozialen Sicherheit. 1934 gehörte er einem Beratergremium des Präsidenten für wirtschaftliche Sicherheit an, im folgenden Jahr wirkte er an der Verfassung des Social Security Act mit. Von 1944 bis 1946 war er Stabsdirektor eines Sonderausschusses des US-Repräsentantenhauses zur Wirtschaftspolitik nach dem Zweiten Weltkrieg; danach übte er zwischen 1947 und 1948 den Posten des stellvertretenden Vorsitzenden im Beraterstab des Präsidenten zur Handelsmarine aus.
1953 wurde Folsom von Präsident Eisenhower zum Unterstaatssekretär im Finanzministerium ernannt. In diesem Amt war er verantwortlich für die erste bundesweite Steuerreform seit 1874; während dieser Zeit arbeitete er bereits eng mit Oveta Culp Hobby, der ersten Gesundheits-, Bildungs- und Wohlfahrtsministerin, in Fragen der sozialen Sicherheit zusammen. Nach deren Rücktritt wurde Marion Folsom vom Präsidenten zu ihrem Nachfolger berufen. 1957 wurde er in die American Academy of Arts and Sciences gewählt.
Als Minister brachte er eine Reihe von Programmen zur Verbesserung der Erziehungsbedingungen ein, darunter den National Defense Education Act von 1958, der Universitätsstipendien für Studenten bereitstellte, die eine Laufbahn als Professor einschlagen wollten. Er unterstützte zudem die Erweiterung im Bereich der medizinischen Forschung. Ursprünglich hatte Folsom das Ministerium nur für zwei Jahre leiten wollen; letztlich blieb er volle drei Jahre bis zum 31. Juli 1958 im Amt.

## Weiterer Lebenslauf
Nach seiner politischen Laufbahn kehrte er zu Kodak zurück, ehe er sich 1964 zur Ruhe setzte. Marion Folsom verstarb 1976 und wurde auf dem Nationalfriedhof Arlington beigesetzt.